# Platytomus caelicollis
Platytomus caelicollis är en skalbaggsart som beskrevs av Cartwright 1948. Platytomus caelicollis ingår i släktet Platytomus och familjen Aphodiidae. Inga underarter finns listade i Catalogue of Life.